# Friedrich Zirkler
Friedrich Zirkler (* 25. Mai 1827 in Clausthal; † 2. Februar 1909 ebenda) war ein deutscher Fotograf. Er gilt als „[...] markantester Photograph des Oberharzer Lebens um 1900“ sowie als Protagonist der Bergwerks-Fotografie.

## Leben

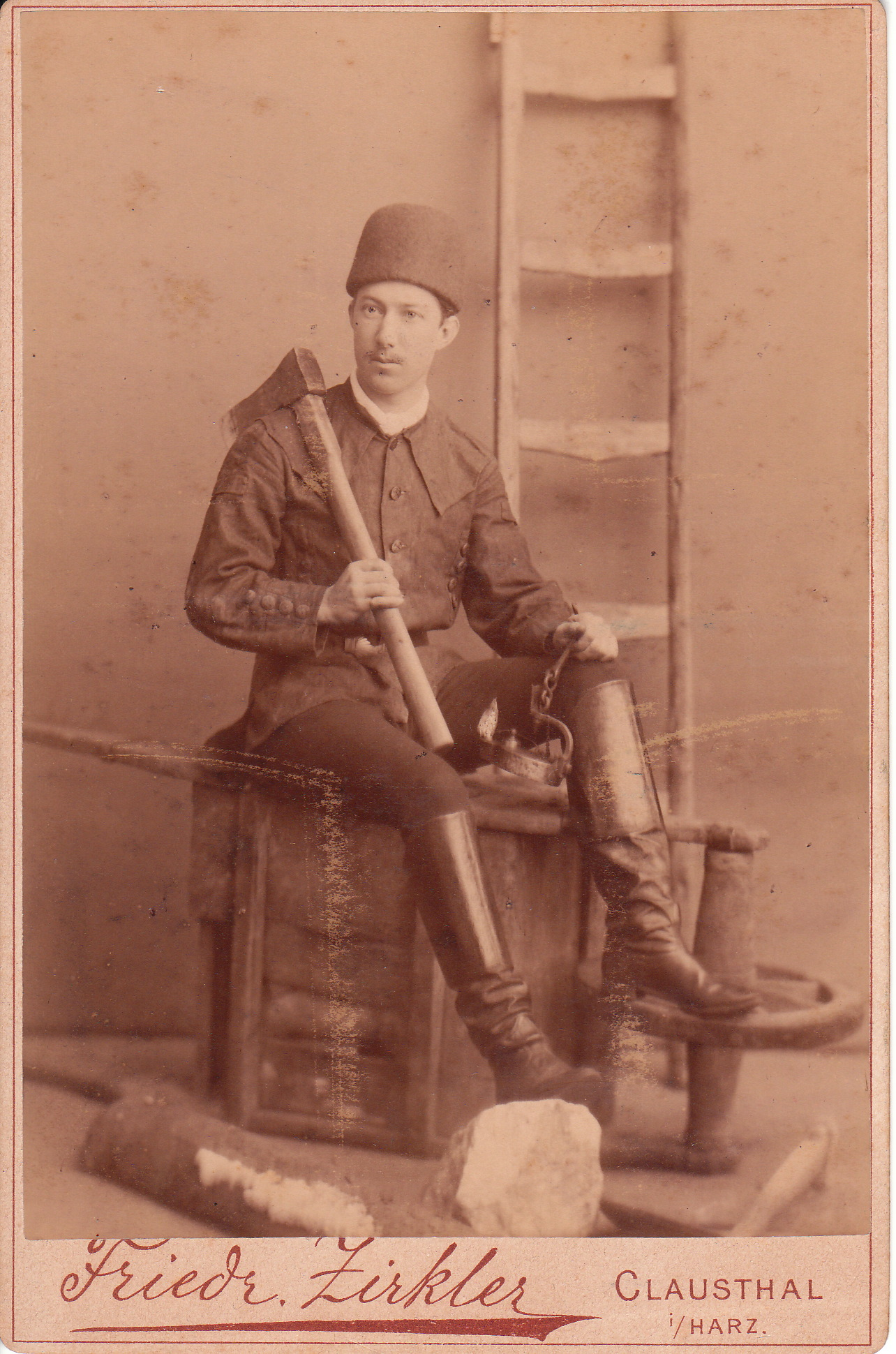
Forstmann mit Axt, Schubkarren und Holzklötzen vor einer Leiter;
arrangierte Atelieraufnahme von Zirkler

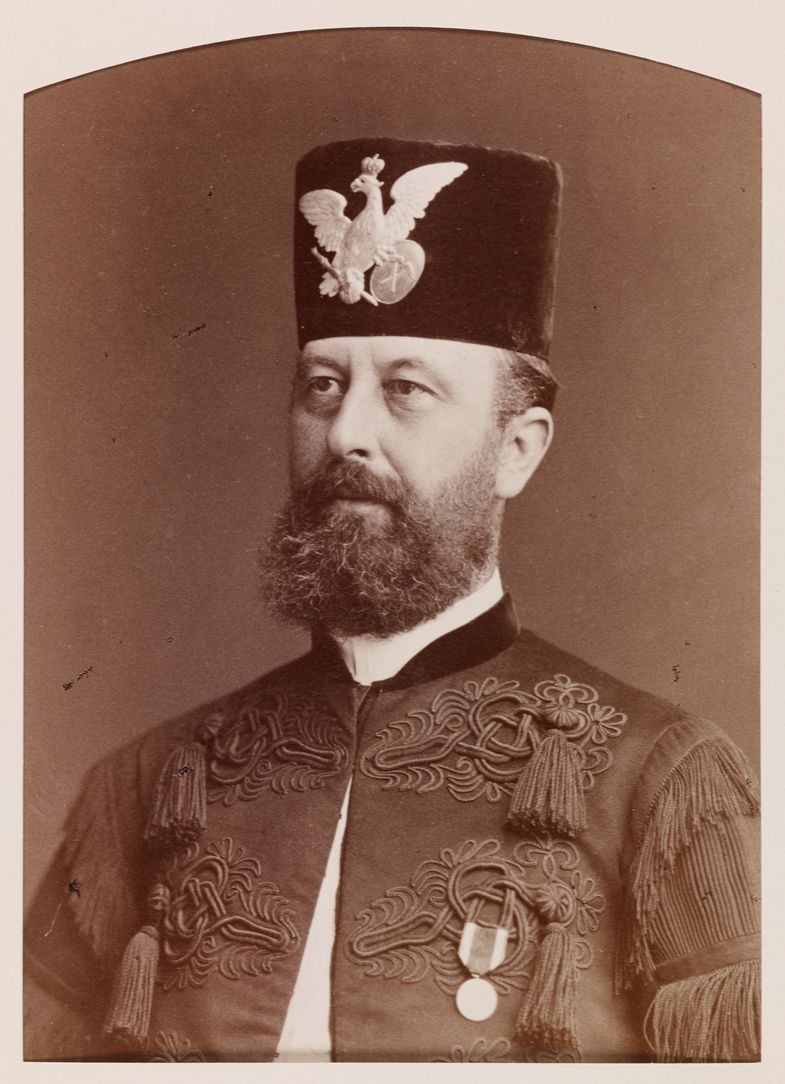
Oberbergrat, Bergassessor, Ingenieur, Montanwissenschaftler und Professor für Bergbaukunde Gustav Köhler;
Albuminabzug im Kabinettformat von Friedrich Zirkler, Clausthal-Zellerfeld, um 1893; aus dem Archiv des Deutschen Bergbau-Museums (DBM) - Leibniz-Forschungsmuseum für Georessourcen

Friedrich Zirkler wurde zur Zeit des Königreichs Hannover geboren als Sohn eines Zellerfelders Untersteigers. Nachdem er zunächst selber als Pocharbeiter im Oberharzer Bergbau tätig wurde, stieg er dort bald bis zum Oberschlämmer auf.
Ab 1857 war Friedrich Zirkler parallel zu seinen Bergmannsarbeiten Inhaber eines „Photographie-Ateliers“ in Clausthal-Zellerfeld; anfangs an der Straße Hoher Weg in Zellerfeld, ab 1863 dann im Clausthaler Marktviertel am Zellbach.
1863 heiratete Zirkler Emilie, geborene Rose, die zunächst den Sohn Heinrich (* 1864) gebar, der ein höherer Bergbeamter wurde, sowie William (1869–1928), der das Werk des Vaters als Fotograf fortführte. Erst nach der Geburt seiner beiden Söhne arbeitete Friedrich Zirkler ab 1870 hauptberuflich als Fotograf.
Laut einem Revers eines der Kartonträger seiner Fotografien, teils aus der lithographischen Anstalt von Fried. Hundt & Hamburg, wurden Arbeiten Zirklers auf Ausstellungen 1889 in Berlin sowie 1893 in Chicago ausgezeichnet.